# Гвам
Територија Гвам (енгл. Territory of Guam, чам. Guåhan, у географској и историјској литератури устаљено као Гуам) острво је у западном Пацифику и територија САД.
Становници су већином Чаморои који су населили острво отприлике пре 3.500 година. Острво је највеће и најјужније од свих Маријанских острва. Главни град је Хагатња (Hagåtña), стари назив је Агања (Agaña). Привреда Гвама углавном зависи од туризма (већином из Јапана) и база америчке војске).
Први становници овог острва били су Негритоси, ниски тамнопути народ коврџаве косе и очију чија боја варира од смеђе до црне. Потекли су из делова југоисточне Азије. Одатле су вероватно дошли услед климатским промена насталих за време последњег до сада леденог доба. Није искључено ни то да су их народи северно и западно од њих приморали да напусте своје постојбине и населе се у Малезији, Новој Гвинеји, Малинезији, Меланезији и Филипинима. Судећи по радиоактивном угљенику, научници су установили да су Негритоси настањивали Нови Гвинеју више од 40.000 година.
Пре Другог светског рата, Гвам је био једна од пет америчких јурисдикција у Тихом океану, заједно са острвом Вејк у Микронезији, Америчком Самоом и Хавајима у Полинезији и Филипинима. Дана 8. децембра 1941. године, неколико сати након напада на Перл Харбор, Јапанци су заузели Гвам, и острво је остало под окупацијом две и по године. Током окупације Гвамани су били изложени присилном раду, затварању, мучењу и погубљењима. Америчке снаге су поново заузеле острво 21. јула 1944, што се обележава као Дан ослобођења. Од шездесетих година прошлог века, економију Гвама подржавали су првенствено туризам и Америчка војска, за коју је Гвам значајно стратешко добро.
Незванично, али често коришћен територијални мото је „Где амерички дан почиње”, који се односи на близину острва међународној датумској линији. Гвам је међу 17 територија које нису самоуправне на списку Уједињених нација, а члан је Пацифичке заједнице од 1983.

## Клима
| Показатељ \ Месец                                    | .Јан.       | .Феб.        | .Мар.       | .Апр.       | .Мај.        | .Јун.        | .Јул.         | .Авг.         | .Сеп.         | .Окт.         | .Нов.        | .Дец.        | .Год.           |
| ---------------------------------------------------- | ----------- | ------------ | ----------- | ----------- | ------------ | ------------ | ------------- | ------------- | ------------- | ------------- | ------------ | ------------ | --------------- |
| Апсолутни максимум, °C (°F)                          | 34 (94)     | 34 (93)      | 34 (93)     | 36 (96)     | 34 (94)      | 35 (95)      | 35 (95)       | 34 (94)       | 34 (93)       | 34 (93)       | 33 (92)      | 33 (91)      | 36 (96)         |
| Максимум, °C (°F)                                    | 29,4 (84,9) | 29,4 (84,9)  | 29,9 (85,8) | 30,7 (87,3) | 31,1 (87,9)  | 31,1 (87,9)  | 30,6 (87,1)   | 30,3 (86,5)   | 30,4 (86,7)   | 30,4 (86,8)   | 30,3 (86,5)  | 29,8 (85,6)  | 30,3 (86,5)     |
| Просек, °C (°F)                                      | 26,8 (80,2) | 26,6 (79,9)  | 27,1 (80,7) | 27,7 (81,9) | 28,1 (82,6)  | 28,1 (82,6)  | 27,7 (81,9)   | 27,4 (81,4)   | 27,4 (81,4)   | 27,6 (81,7)   | 27,7 (81,8)  | 27,3 (81,2)  | 27,4 (81,4)     |
| Минимум, °C (°F)                                     | 24,2 (75,5) | 23,9 (75,0)  | 24,2 (75,6) | 24,7 (76,5) | 25,1 (77,2)  | 25,2 (77,4)  | 24,8 (76,6)   | 24,6 (76,3)   | 24,6 (76,2)   | 24,7 (76,5)   | 25,1 (77,2)  | 24,9 (76,8)  | 24,7 (76,4)     |
| Апсолутни минимум, °C (°F)                           | 19 (66)     | 18 (65)      | 19 (66)     | 20 (68)     | 21 (70)      | 21 (70)      | 21 (70)       | 21 (70)       | 21 (70)       | 19 (67)       | 20 (68)      | 20 (68)      | 18 (65)         |
| Количина кишеmm (in)                                 | 126 (4,96)  | 115,1 (4,53) | 70,4 (2,77) | 90,9 (3,58) | 109,2 (4,30) | 180,1 (7,09) | 308,4 (12,14) | 435,6 (17,15) | 359,9 (14,17) | 299,7 (11,80) | 232,9 (9,17) | 151,9 (5,98) | 2.480,1 (97,64) |
| Дани са кишом (≥ 0.01 in)                            | 18,8        | 15,7         | 16,8        | 17,0        | 19,3         | 22,6         | 24,7          | 25,3          | 24,3          | 25,1          | 23,4         | 22,1         | 255,1           |
| Сунчани сати — месечни просек                        | 176,7       | 186,0        | 217,0       | 213,0       | 220,1        | 195,0        | 155,0         | 142,6         | 132,0         | 133,3         | 135,0        | 142,6        | 2.048,3         |
| Извор #1: NOAA (normals)                             |             |              |             |             |              |              |               |               |               |               |              |              |                 |
| Извор #2: Hong Kong Observatory (sun only 1961–1990) |             |              |             |             |              |              |               |               |               |               |              |              |                 |

## Галерија
Гвам из ваздуха